# Fayetteville (Georgia)
Fayetteville è una città degli Stati Uniti d'America, situata nello Stato della Georgia e in particolare nella contea di Fayette, della quale è il capoluogo. La città si trova circa 22 miglia a sud di Atlanta.